# Federico Justiniano Uriz y González
Federico Justiniano Uriz y González (1826-c. 1896) fue un pedagogo y periodista español.

## Biografía
Su familia era natural de Zafra. Su padre, el teniente coronel Bernardo Uriz, estaba de guarnición en Zafra por los años de 1825, cuando contrajo matrimonio con Dolores González, sobrina de los condes de Mina y duques de la Caridad. Los azares de la guerra llevaron a su padre a Zaragoza, con quien poco después fue a reunirse su esposa, que, al llegar a la ciudad dio a luz en 1826 a Federico Justiniano. Los sucesos políticos de 1830 obligaron su padre a expatriarse y su madre tuvo que regresar a Zafra, donde educó a su hijo. Sin embargo, trasladada a Feria en 1835, su madre falleció, como ocurrió con su padre dos años más tarde, en San Sebastián.
Al quedar huérfano con apenas once años de edad, fue educado por su abuela en Zafra, y en 1843 ingresó como profesor en la escuela pública y gratuita, primera de esta índole que se fundara en Zafra por el entonces alcalde Alfonso Ramírez San Román y Portocarrero. Careciendo de título profesional para la enseñanza oficial, marchó a Badajoz a estudiar en la Escuela Normal de la ciudad, donde se matriculó y terminó la carrera en 1846.
Estudió los métodos de enseñanza más conocidos, desde los de Pestalozzi y Montesino hasta el de Froëbel, y los aplicó en la enseñanza tanto de párvulos como de adultos. Desde 1854 expuso sus teorías sobre pedagogía en la prensa periódica. Sus primeros trabajos vieron la luz en los periódicos El Faro, El Iris, La Hoja de Anuncios, El Boletín del Magisterio, El Magisterio Extremeño y La Crónica, todos de Badajoz, y después colaboró en El Católico, La Educación, El Porvenir, Los  Anales de primera enseñanza y La Reforma de Madrid. Hacia 1884 redactaba y publicaba El Eco Unido del Magisterio, revista impresa en Llerena. Residía por entonces en Azuaga. En 1881 concurrió al centenario de Calderón, que coincidió con las primeras sesiones de la Asociación General del Magisterio. En 1882, con ocasión del Congreso nacional pedagógico, tomó parte en todas las sesiones. Falleció en la década de 1890.